# 바버라 해리스
바버라 해리스(Barbara Harris, 1935년 7월 25일 ~ 2018년 8월 21일)는 미국의 배우이다. 1967 토니상 뮤지컬 부문 여우주연상 수상자이다.

## 출연 작품
- 릴로 & 스티치 (2002)
- 꼬마 돼지 베이브 2 (1998)
- 그로스 포인트 블랭크 (1997)
- 꼬마 돼지 베이브 (1995)
- 파멜라의 본능 (1991)
- 올리버와 친구들 (1988)
- 화려한 사기꾼 (1988)
- 리버레이터 (1987)
- 형사 잭 (1987)
- 위험한 정사 (1987)
- 페기 수 결혼하다 (1986)
- 그날 이후 (1983)
- 여대생 기숙사 (1983)
- 세컨드-핸드 하츠 (1981)
- 목사님 만세 (1979)
- 프리키 프라이데이 (1976)
- 가족 음모 (1976)
- 내쉬빌 (1975)
- 719호의 손님들 (1971)
- 천 명의 어릿광대 (1965)